# Orthotrichum leblebicii
Orthotrichum leblebicii là một loài rêu trong họ Orthotrichaceae. Loài này được Erdağ, Kürschner & Parolly mô tả khoa học đầu tiên năm 2004.